# Rasmus Myrgren
Rasmus Myrgren (ur. 25 listopada 1979 w Lindome) – szwedzki żeglarz sportowy, brązowy medalista olimpijski i mistrzostw świata.
Startuje w klasie Laser. Zawody w 2012 były jego drugimi igrzyskami olimpijskimi, debiutował w 2008 w Pekinie, gdzie zajął szóste miejsce.